# Office de consultation publique de Montréal
L'Office de consultation publique de Montréal (OCPM) est un organisme institué en 2002 par l'article 75 de la Charte de la ville de Montréal dans le but d'assurer un processus de Concertation publique crédible et transparent. Ses membres ne sont ni des élus, ni des employés municipaux. L'OCPM réalise des mandats de consultation publique relatifs aux différentes compétences de la ville de Montréal, notamment sur les projets d'urbanisme et d'aménagement du territoire ou sur tout projet désigné par le conseil ou le comité exécutif.

## Mandat
La charte de la ville de Montréal définit ainsi les fonctions de l’OCPM :
1. proposer des règles visant à encadrer la consultation publique afin d'assurer la mise en place de mécanismes crédibles, transparents et efficaces ;
2. tenir une consultation publique sur tout projet de règlement modifiant le plan d'urbanisme de la ville, à l'exception de ceux adoptés par un conseil d'arrondissement ;
3. tenir, sur tout projet désigné par le conseil ou le comité exécutif de la ville et à la demande de l'un ou de l'autre, des audiences publiques sur le territoire de la ville.

La charte de la ville de Montréal prévoit également que l'OCPM doit tenir des audiences publiques sur tout règlement adopté par le conseil de ville concernant la réalisation d'un projet relatif à :
- un équipement collectif ou institutionnel : équipement culturel, hôpital, université, collège, centre des congrès, établissement de détention, cimetière, parc national ou jardin botanique ;
- de grandes infrastructures : aéroport, port, gare, gare de triage ou établissement d'assainissement, de filtration ou d'épuration des eaux ;
- un établissement résidentiel, commercial ou industriel ;
- un bien culturel reconnu ou classé ou un monument historique cité ou dont le site envisagé est situé dans un arrondissement historique ou naturel[2].

## Les étapes de la consultation publique
Lorsqu’un mandat de consultation est confié à l’OCPM, la présidence nomme une commission formée de un ou plusieurs commissaires. Il s'assure aussi que toute la documentation utile à la bonne compréhension du projet soit disponible au public.

### L’avis public
Après avoir complété le dossier de documentation, l’OCPM publie un avis convoquant une assemblée publique dans un ou plusieurs journaux distribués sur le territoire visé.

### Les communications
Selon le cas, et pour toute la durée de la consultation, divers moyens de communication sont utilisés pour aviser la population. L’OCPM peut recourir aux journaux locaux et aux quotidiens, en plus des médias sociaux ou de l'affichage public et publicitaire. Aussi, il produit fréquemment des feuillets distribués de porte à porte dans le secteur touché par un projet ou peut déposer des affiches et des dépliants dans des lieux publics municipaux tels les bibliothèques, les bureaux d’arrondissements ou les bureaux Accès Montréal (BAM).
D'ailleurs, les citoyens sont gardés informer de l'évolution des consultations grâce à l'infolettre de l'OCPM et de ses différents réseaux sociaux.

### Les rencontres préparatoires de la commission
La commission rencontre habituellement le promoteur ainsi que les représentants de la Ville de Montréal qui feront la présentation du projet en assemblée publique. De telles rencontres préparatoires servent à s’assurer que les dossiers de documentation sont complets et que la présentation est bien soutenue par des outils audiovisuels. La commission s’assure que les commissaires ont une bonne compréhension du projet à l’étude et que tous les intervenants comprennent bien leurs rôles respectifs et le déroulement d’une séance publique. Les comptes rendus de ces rencontres préparatoires sont versés sur le site web de l’Office.

### La tenue de la consultation publique
La consultation publique peut prendre la forme d’une assemblée publique ou d’une audience publique.

#### L’assemblée publique
L’assemblée publique consiste en une consultation d’une seule séance au cours de laquelle se déroulent successivement la communication de l’information, la période de questions du public et l’expression des opinions des participants. L’assemblée publique débute et prend fin le même jour, à moins que le président ne décide d’ajourner la séance et de la reporter.

#### L’audience publique
Une audience publique comprend deux séances distinctes : elle débute par l’information des citoyens ainsi que par leurs questions et elle termine par l’expression de leurs commentaires et opinions. Elles sont séparées par un délai de 15 jours, pour permettre aux participants de préparer leur mémoire ou leur énoncé d’opinion.
Quelle qu’en soit la forme, la consultation se déroule toujours en deux parties distinctes : la période de questions et l’expression des opinions. La première partie permet aux participants, de même qu’à la commission, d’entendre la description du projet soumis à la consultation publique et la présentation du cadre réglementaire en plus de poser des questions sur le projet. Durant cette première partie, ce sont les représentants du promoteur et des services municipaux qui présentent eux-mêmes les composantes du projet et répondent aux questions du public et des commissaires. Il peut arriver que des ateliers ou des séances thématiques visant à examiner un aspect particulier du projet sous examen soient organisés dans le cadre de la première partie.
La deuxième partie permet aux participants d’exprimer leurs préoccupations, leurs opinions et leurs commentaires sur le projet. Leur intervention peut se faire sous forme de mémoire écrit aussi bien que de commentaires oraux. Dans cette deuxième partie, les représentants du promoteur et des services municipaux n’interviennent plus, bien qu’ils puissent être présents dans la salle. À la fin de la deuxième partie, tout intervenant peut demander à exercer un droit de rectification afin d’apporter une correction ou une précision sur des données factuelles. Toutes les séances d’une consultation sont publiques. Les séances sont enregistrées et, dans certains cas, les débats sont pris en notes sténographiques rendues publiques avec la documentation.

### L’analyse et le rapport de la commission
À la suite de la consultation publique, la commission prépare un rapport qui est déposé au comité exécutif et au conseil municipal. Les rapports de l’Office comprennent habituellement une description sommaire du projet à l’étude ainsi qu’un résumé des préoccupations des participants. La commission complète ensuite son analyse et fait ses recommandations. Ce rapport est rendu public au plus tard dans les quinze jours suivant son dépôt au maire et au président du comité exécutif.

## La présidence
La présidence est nommée à la suite d’un rigoureux processus de sélection d’un comité constitué de conseillers municipaux représentant chacun des partis politiques siégeant au conseil municipal, de représentants de la société civile et de représentants de l’administration, notamment du Service des ressources humaines. La nomination doit être unanime et approuvé par le conseil municipal aux deux tiers des voix de ses membres, pour un mandat de quatre ans.